# Synchroa crepuscula
Synchroa crepuscula is een keversoort uit de familie Synchroidae. De wetenschappelijke naam van de soort werd in 1895 gepubliceerd door George Lewis.
De soort komt voor in Japan.